# KomA
KomA ist ein deutscher Kurzfilm von Johannes F. Sievert aus dem Jahr 2005, der im Zuge der ansteigenden Zahl von Amokläufen Jugendlicher kontrovers diskutiert wurde.

## Inhalt
KomA handelt von dem Amoklauf des 13-jährigen Henry. Im Zentrum des Films steht die Gewalt – rau, körperlich, erschreckend, chaotisch, verstörend und sinnlos bricht sie über die Menschen herein und zerstört ihr Leben – physisch und psychisch. Aus der Wohnung seiner Eltern erschießt der Junge scheinbar wahllos Passanten. Der Film erzählt diese desaströse Gewalttat rückwärts um den Zuschauer in den Sog der Geschichte zu ziehen und lehnt dabei einen monokausalen Erklärungsversuch jedoch ab.

## Auszeichnungen
- Deutscher Kamerapreis (nominiert für den besten Schnitt)
- 2. Platz beim Tatort Eifel Kurzfilmwettbewerb 2007
- erhielt von der Filmbewertungsstelle das Prädikat: wertvoll.

## Festivals
- Filmfestival Max Ophüls Preis (Wettbewerb)
- International Student Film Festival Tel Aviv
- Sehsüchte
- Grenzland Filmtage Selb
- Deutscher Kamerapreis (nominiert für den besten Schnitt)
- Cologne Conference
- Festival internacional de cine de Monterrey Mexico
- Augenblicke – Kurzfilme im Kino Film-Tour der deutschen Bischofskonferenz
- Internationales Filmfest Oldenburg
- Regensburger Kurzfilmwoche
- Festival du Court-Métrage de Clermont-Ferrand Short Film Market
- Vienna Independent Shorts
- International Short Film Festival Leuven
- Kontrast – Kurzfilmfestival Bayreuth
- Landshuter Kurzfilmfestival 2007

## Fernsehausstrahlung
- 10. Januar 2007: Arte – Kurzschluss[2]